# Rebel's Romance
Rebel's Romance est un cheval de course anglais né en 2018, entrainé par Charlie Appleby pour l'écurie Godolphin, vainqueur de huit groupe 1 dans trois continents.

## Carrière
Castré avant ses premiers pas en piste, Rebel's Romance débute à l'automne de ses 2 ans par une victoire à Newcastle, suivi d'une autre à Kempton, aux dépens d'Anmaat, futur lauréat de groupe 1. Sa condition de hongre lui ferme la porte des classiques européens, mais celle des derbys du Golfe reste ouverte, et le poulain part hiverner à Dubaï, où il s'adjuge les 2000 Guinées en janvier, échoue dans le Derby saoudien mais survole le Derby des Émirats, le plus solide des classiques de la région, qui en outre garantit un ticket d'entrée pour le Kentucky Derby. Mais s'il n'est pas question de "Run for Roses" pour le poulain, Charlie Appleby envisage une participation aux Belmont Stakes, troisième épreuve de la Triple couronne américaine. Las, une blessure à la jambe aura raison de ses ambitions américaines. 

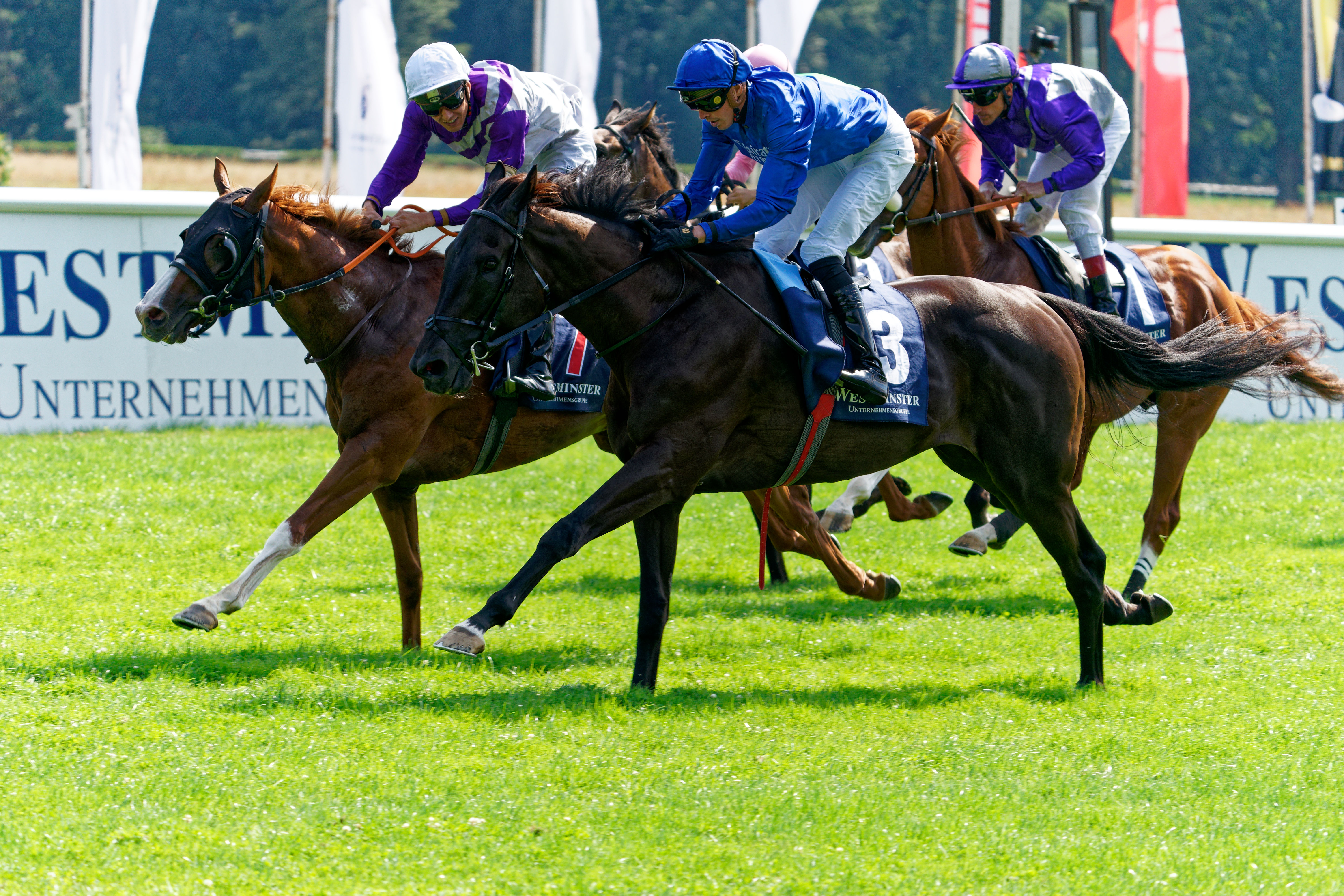
Victoire dans le Grand Prix de Berlin 2022

De retour près d'un an après sa dernière apparition en piste, Rebel's Romance connaît un début de saison très laborieux : deux vilaines défaites dans des courses dubaïotes, pas des plus relevées, augurent mal de l'avenir du partenaire de William Buick. Mais de retour en Europe, Rebel's Romance dévoile tout son talent. Encore tout neuf au niveau européen, il acquiert ses premiers galons dans une Listed en juin, puis un premier groupe 3 à Goodwood en juillet. Un palmarès maigrelet pour prétendre à un groupe 1, mais lorsque Rebel's Romance se présente au départ du Grand Prix de Berlin, on sait bien que les Godolphin ne font pas le déplacement pour rien, et il s'élance en grand favori. Premier groupe 1. Puis un deuxième, quinze jours plus tard, dans le Preis von Europa, dans lequel il dispose aisément du meilleur poulain local, Sammarco, vainqueur du Deutsches Derby. Rebel's Romance, à l'évidence, est taillé et programmé pour des tournois plus huppés 
2023, en revanche, est une annus horibilis. Rebel's Romance ne parvient pas à se montrer digne de son nouveau statut. À Meydan, il n'entrevoit que la queue du crack japonais Equinox, le meilleur cheval du monde, dans le Dubaï Sheema Classic. Aux États-Unis, il fait tomber son jockey d'un jour, Richard Mullen, dans un groupe 2 préparatoire, puis fait pâle figure dans les Joe Hirsch Turf Classic Stakes. Mais il n'est pas fini, et comme l'année passée, un retour en Angleterre, au niveau Listed, lui permet de reprendre des couleurs. 
Sa qualité de hongre, les juteuses allocations des grands tournois du Golfe et de l'Asie, et sa faculté à voyager, n'incitent pas son entourage à le ramener au pays. Rebel's Romance poursuit dans le registre globe trotteur, et voit du pays. Victoire dans un groupe 3 au Qatar pour une semi-rentrée. Succès éclatant dans le Dubaï Sheema Classic, où il dépose deux champions japonais, le Derby-winner Sharyar et la formidable Liberty Island. Puis, direction Hong Kong pour une victoire historique dans la Champions & Chaters Cup, qu'aucun cheval entraîné à l'étranger n'avait remporté avant lui. De retour en Angleterre, ou plutôt de passage, il défie le champion irlandais Auguste Rodin dans les King George VI & Queen Elizabeth Stakes, mais s'il le devance, il ne peut faire mieux que troisième dans cette course remportée par l'outsider français Goliath et une certaine Bluestocking, future lauréate du Prix de l'Arc de Triomphe. Son automne est la copie conforme de son arrière-saison 2022 : d'abord un tour en Allemagne, pour un doublé dans le Preis von Europa, qui fait office de tremplin pour un autre doublé, bien plus prestigieux, dans la Breeders' Cup Turf, où il doit s'employer pour venir à bout d'un duo japonais, Rousham Park et Shahryar.   

Casaque de l'écurie Godolphin

Rebel's Romance aurait pu s'en tenir là après une saison presque parfaite. Mais le temps ne semble pas avoir de prise pour lui et le voici reparti pour un tour, direction le Qatar et un doublé dans The Amir Trophy pour sa rentrée. Mais dans le Dubaï Sheema Classic, face à un lot relevé, il échoue au pied du podium. De retour en Europe, le cheval désormais âgé de 7 ans semble devoir prendre un nouveau tournant lorsqu'il s'aligne au départ de la Yorkshire Cup, sur 2 800 mètres, une forme de test avant une éventuelle incursion dans le circuit des stayers. Mais si Rebel's Romance s'impose, c'est de justesse, et Charlie Appleby ne mène pas plus loin l'expérimentation. Retrouvant la distance classique, il s'offre une dix-huitième victoire durant le meeting Royal d'Ascot, un treizième succès de groupe, en dominant facilement ses adversaires dans les Hardwicke Stakes, puis enchaîne avec une nouvelle troisième place dans les King George VI & Queen Elizabeth Stakes, battu par le champion français Calandagan et la jument Kalpana. Il remporte ensuite son premier groupe 1 de l'année, le huitième de sa carrière, à la faveur d'un doublé à trois ans d'écart dans le Grand Prix de Berlin.         

### Résumé de carrière
| Date         | Hippodrome      | Pays            | Course                                  | Statut      | Distance    | Jockey          | Place       | Écart       | Vainqueur ou deuxième |
| 2020, 2 ans  | 2020, 2 ans     | 2020, 2 ans     | 2020, 2 ans                             | 2020, 2 ans | 2020, 2 ans | 2020, 2 ans     | 2020, 2 ans | 2020, 2 ans | 2020, 2 ans           |
| ------------ | --------------- | --------------- | --------------------------------------- | ----------- | ----------- | --------------- | ----------- | ----------- | --------------------- |
| 26 octobre   | Newcastle       | Royaume-Uni     | Novice Stakes                           | Class 5     | 1 600 m     | William Buick   | 1er / 9     | 1           | Movin' Time           |
| 18 novembre  | Kempton         | Royaume-Uni     | Novice Stakes                           | Class 5     | 1 600 m     | William Buick   | 1er / 12    | 4           | Anmaat                |
| 2021, 3 ans  |                 |                 |                                         |             |             |                 |             |             |                       |
| 14 janvier   | Meydan          | Dubaï           | UAE 2000 Guineas                        |             | 1 600 m     | William Buick   | 1er / 10    | tête        | Mouheeb               |
| 20 février   | King Abdul Aziz | Arabie saoudite | Saudi Derby                             |             | 1 600 m     | William Buick   | 4e / 12     | 5           | Pink Kamehameha       |
| 27 mars      | Meydan          | Royaume-Uni     | UAE Derby                               | Gr. 2       | 1 900 m     | William Buick   | 1er / 14    | 5 ½         | Panadol               |
| 2022, 4 ans  |                 |                 |                                         |             |             |                 |             |             |                       |
| 21 janvier   | Meydan          | Dubaï           | Aliyah By Azizi                         | Conditions  | 2 000 m     | William Buick   | 8e / 16     | 25          | Dubai Icon            |
| 11 février   | Meydan          | Dubaï           | Carlin Stakes                           | Listed      | 2 000 m     | William Buick   | 11e / 13    | 27          | Appreciated           |
| 25 juin      | Newmarket       | Royaume-Uni     | Fred Archer Stakes                      | Listed      | 2 400 m     | William Buick   | 1er / 4     | 3 ¾         | Kemari                |
| 29 juillet   | Goodwood        | Royaume-Uni     | Glorious Stakes                         | Gr. 3       | 2 400 m     | William Buick   | 1er / 8     | 1           | Kemari                |
| 14 août      | Hoppegarten     | Allemagne       | Grand Prix de Berlin                    | Gr. 1       | 2 400 m     | James Doyle     | 1er / 8     | encolure    | Nerik                 |
| 25 septembre | Cologne         | Allemagne       | Preis von Europa                        | Gr. 1       | 2 400 m     | William Buick   | 1er / 7     | 3/4         | Sammarco              |
| 5 novembre   | Keeneland       | États-Unis      | Breeders' Cup Turf                      | Gr. 1       | 2 400 m     | James Doyle     | 1er / 13    | 2 ¼         | Stone Age             |
| 2023, 5 ans  |                 |                 |                                         |             |             |                 |             |             |                       |
| 25 mars      | Meydan          | Dubaï           | Dubaï Sheema Classic                    | Gr. 1       | 2 400 m     | William Buick   | 7e / 10     | 11          | Equinox               |
| 30 juillet   | Saratoga        | États-Unis      | Bowling Green Stakes                    | Gr. 2       | 2 200 m     | Richard Mullen  | tombé       | ―           | Channel Maker         |
| 7 octobre    | Aqueduct        | États-Unis      | Joe Hirsch Turf Classic Stakes          | Gr. 1       | 2 400 m     | William Buick   | 4e / 8      | 5 ¾         | War Like Goddess      |
| 13 décembre  | Kempton         | Royaume-Uni     | Wildflower Stakes                       | Listed      | 2 400 m     | William Buick   | 1er / 8     | 1 ¼         | Elegant Man           |
| 2024, 6 ans  |                 |                 |                                         |             |             |                 |             |             |                       |
| 17 février   | Doha            | Qatar           | The Amir Trophy                         | Gr. 3       | 2 300 m     | William Buick   | 1er / 11    | 3           | Zeffiro               |
| 30 mars      | Meydan          | Dubaï           | Dubaï Sheema Classic                    | Gr. 1       | 2 400 m     | William Buick   | 1er / 12    | 2           | Shahryar              |
| 26 mai       | Sha Tin         | Hong Kong       | Champions & Chater Cup                  | Gr. 1       | 2 400 m     | James Doyle     | 1er / 8     | 2           | Five G Patch          |
| 27 juillet   | Ascot           | Royaume-Uni     | King George VI & Queen Elizabeth Stakes | Gr. 1       | 2 400 m     | William Buick   | 3e / 9      | 3 ¼         | Goliath               |
| 25 septembre | Cologne         | Allemagne       | Preis von Europa                        | Gr. 1       | 2 400 m     | William Buick   | 1er / 6     | encolure    | Straight              |
| 5 novembre   | Keeneland       | États-Unis      | Breeders' Cup Turf                      | Gr. 1       | 2 400 m     | William Buick   | 1er / 13    | encolure    | Rousham Park          |
| 2025, 7 ans  |                 |                 |                                         |             |             |                 |             |             |                       |
| 15 février   | Doha            | Qatar           | The Amir Trophy                         | Gr. 3       | 2 300 m     | William Buick   | 1er / 8     | 1           | The Foxes             |
| 5 avril      | Meydan          | Dubaï           | Dubaï Sheema Classic                    | Gr. 1       | 2 400 m     | William Buick   | 4e / 9      | 3 ¼         | Danon Decile          |
| 16 mai       | York            | Royaume-Uni     | Yorkshire Cup                           | Gr. 2       | 2 800 m     | William Buick   | 1er / 5     | tête        | Epic Poet             |
| 21 juin      | Ascot           | Royaume-Uni     | Hardwicke Stakes                        | Gr. 2       | 2 400 m     | William Buick   | 1er / 12    | 1 ¾         | Al Riffa              |
| 26 juillet   | Ascot           | Royaume-Uni     | King George VI & Queen Elizabeth Stakes | Gr. 1       | 2 400 m     | William Buick   | 3e / 5      | 3 ½         | Calandagan            |
| 10 août      | Hoppegarten     | Allemagne       | Grand Prix de Berlin                    | Gr. 1       | 2 400 m     | Billy Loughnane | 1er / 6     | 3/4         | Junko                 |

## Origines
Élevé par Godolphin, Rebel's Romance est un fils de l'étalon star de l'empire bleu, Dubawi.  
Sa mère, Minidress, par Street Cry, s'est placée au niveau Listed avant de briller au haras. Elle a donné un autre lauréat de groupe 1 à Dubaï, son cadet Measured Time (par Frankel), qui s'est imposé dans le Jebel Hatta et les Manhattan Stakes. La deuxième mère de Rebel's Romance, Short Skirt, brilla quant à elle en Angleterre, où elle acquit ses galons classiques à la faveur d'un second accessit dans les Oaks. Lauréate de deux groupe 3, deuxième des Yorkshire Oaks, elle fut intégrée à la jumenterie Godolphin à la fin de son année de 3 ans contre 1,6 million de guinées. On lui doit également Volcanic Sky, propre frère de Minidress, qui s'est adjugé un groupe 3 à Dubaï. La famille est riche, notamment via la troisième mère Much Too Risky, d'où Little Rock (Warning), vainqueur des Prince of Wales's Stakes), et Whitewater Affair (Machiavellian), lauréate notamment du Prix de Pomone, et placée dans les Yorkshire Oaks et l'Irish St Leger. Much Too Risky est aussi la grand-mère, via cette même Whitewater Affair, du champion japonais Victoire Pisa (Neo Universe), qui s'imposa dans le Satsuki Shō, l'Arima Kinen et la Dubaï World Cup.   

### Pedigree
| Origines de Rebel's Romance (IRE), mâle bai brun né en 2018 | Origines de Rebel's Romance (IRE), mâle bai brun né en 2018 | Origines de Rebel's Romance (IRE), mâle bai brun né en 2018 | Origines de Rebel's Romance (IRE), mâle bai brun né en 2018 |
| ----------------------------------------------------------- | ----------------------------------------------------------- | ----------------------------------------------------------- | ----------------------------------------------------------- |
| Père Dubawi                                                 | Dubai Millennium                                            | Seeking The Gold                                            | Mr. Prospector                                              |
| Père Dubawi                                                 | Dubai Millennium                                            | Seeking The Gold                                            | Con Game                                                    |
| Père Dubawi                                                 | Dubai Millennium                                            | Colorado Dancer                                             | Shareef Dancer                                              |
| Père Dubawi                                                 | Dubai Millennium                                            | Colorado Dancer                                             | Fall Aspen                                                  |
| Père Dubawi                                                 | Zomaradah                                                   | Deploy                                                      | Shirley Heights                                             |
| Père Dubawi                                                 | Zomaradah                                                   | Deploy                                                      | Slightly Dangerous                                          |
| Père Dubawi                                                 | Zomaradah                                                   | Jawaher                                                     | Dancing Brave                                               |
| Père Dubawi                                                 | Zomaradah                                                   | Jawaher                                                     | High Tern                                                   |
| Mère Minidress                                              | Street Cry                                                  | Machiavellian                                               | Mr. Prospector                                              |
| Mère Minidress                                              | Street Cry                                                  | Machiavellian                                               | Coup de Folie                                               |
| Mère Minidress                                              | Street Cry                                                  | Helen Street                                                | Troy                                                        |
| Mère Minidress                                              | Street Cry                                                  | Helen Street                                                | Waterway                                                    |
| Mère Minidress                                              | Shirt Skirt                                                 | Diktat                                                      | Warning                                                     |
| Mère Minidress                                              | Shirt Skirt                                                 | Diktat                                                      | Arvola                                                      |
| Mère Minidress                                              | Shirt Skirt                                                 | Much Too Risky                                              | Bustino                                                     |
| Mère Minidress                                              | Shirt Skirt                                                 | Much Too Risky                                              | Short Rations (famille 8-d),                                |